# Vlag van Oldemarkt

Vlag van Oldemarkt

De vlag van Oldemarkt is de dorpsvlag van de Overijsselse dorp Oldemarkt. De vlag is op 12 februari 2005 in gebruik genomen. De vlag bestaat uit een groen veld en toont op het midden gele hand met daaronder de dorpsnaam in geel. De vlag is afgeleid op het gemeentewapen.

Wapen van Oldemarkt

Belt-Schutsloot
· Blankenham
· Boekelo
· Buurse
· Giethoorn
· Herxen
· Hoonhorst
· Kuinre
· Mariënheem
· Oldemarkt
· Ossenzijl
· Scheerwolde
· Slangenbeek
· Vollenhove
· Zenderen